# Objet circumpolaire
Cet article concerne l'objet céleste. Pour la géographie de la Terre, voir Latitude.

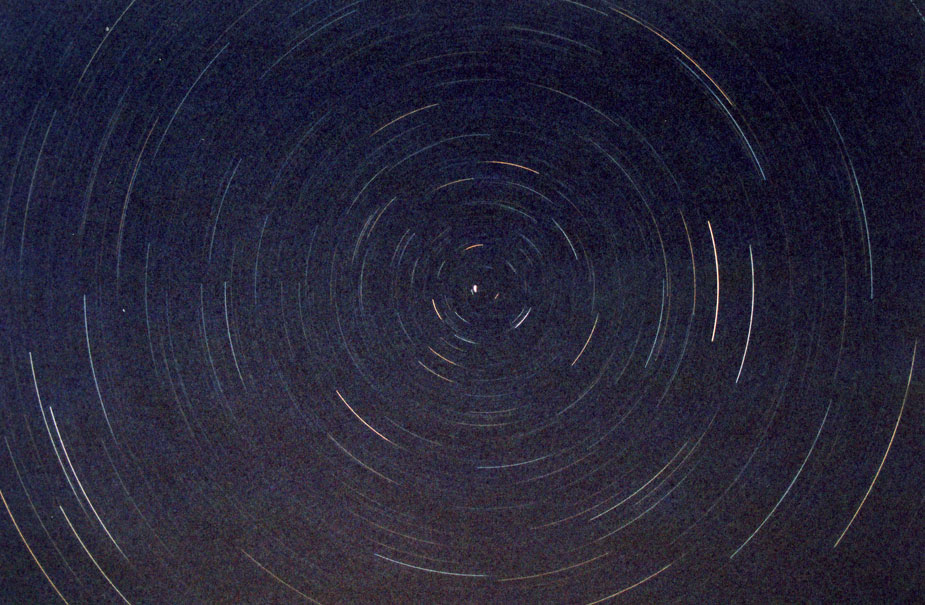

Un objet céleste circumpolaire est un objet qui, depuis un endroit donné sur Terre, ne se couche jamais sous l'horizon. En effet, la rotation de la Terre fait qu'au cours du temps, les astres se lèvent dans le ciel, puis se couchent. Un astre circumpolaire est tel que sa proximité au pôle céleste fait qu'il ne disparaît jamais sous l'horizon. Strictement parlant, si l'on se trouve à l'équateur, il n'y a pas d'astres circumpolaires, tandis qu'en étant aux pôles géographiques de la Terre, tous les astres visibles sont circumpolaires.

## Définition

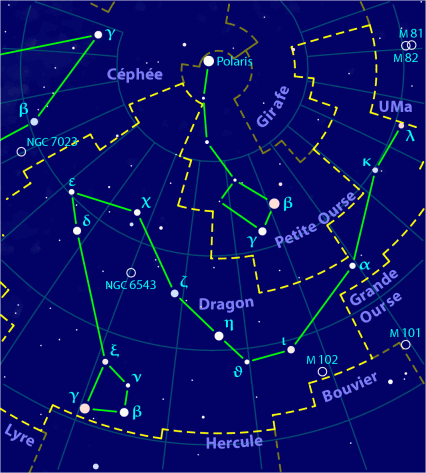

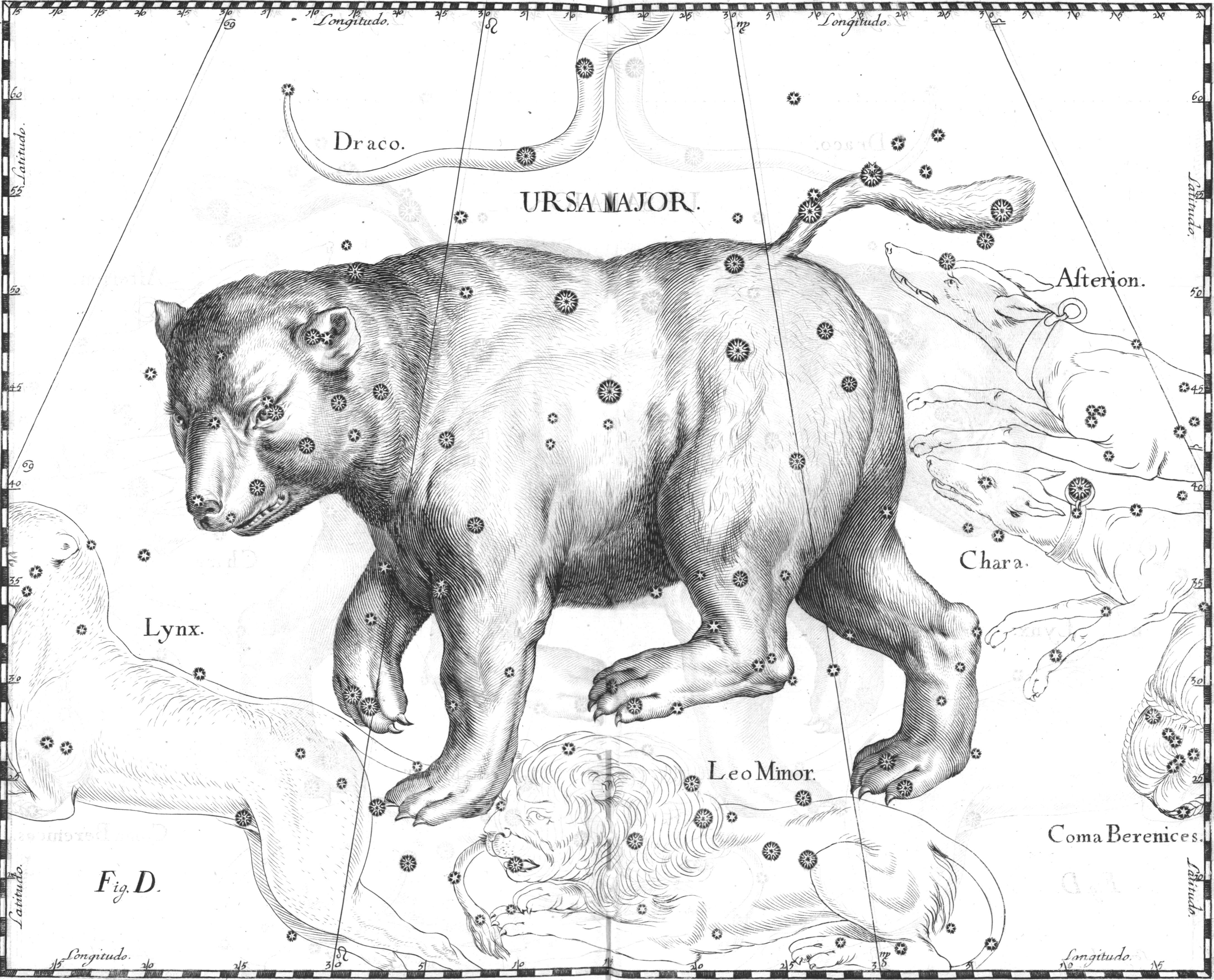

Un objet céleste (typiquement une étoile) est dit circumpolaire par rapport à un lieu d'observation donné s'il est visible tout au long de la nuit et à toutes les époques de l'année. Le terme est principalement utilisé pour les étoiles et les constellations circumpolaires.
Dans l'hémisphère nord, une étoile disparaît sous l'horizon quand la somme de sa déclinaison et de la latitude du lieu d'observation est inférieure à 90°. Dit autrement, pour qu'une étoile soit circumpolaire, il faut  que sa déclinaison soit supérieure ou égale à la colatitute du lieu d'observation : Déclinaison >= 90° - Latitude (pour l'hémisphère nord). La notion de circumpolarité est donc liée au lieu d'observation. 
Ainsi, au pôle Nord, toutes les étoiles de déclinaison positive sont circumpolaires, alors qu'il n'existe aucune étoile circumpolaire à l'équateur. Une constellation est dite circumpolaire si la totalité de ses étoiles principales sont circumpolaires.
Cette définition est valable pour les deux pôles de la Terre (nord et sud).

## Représentantes

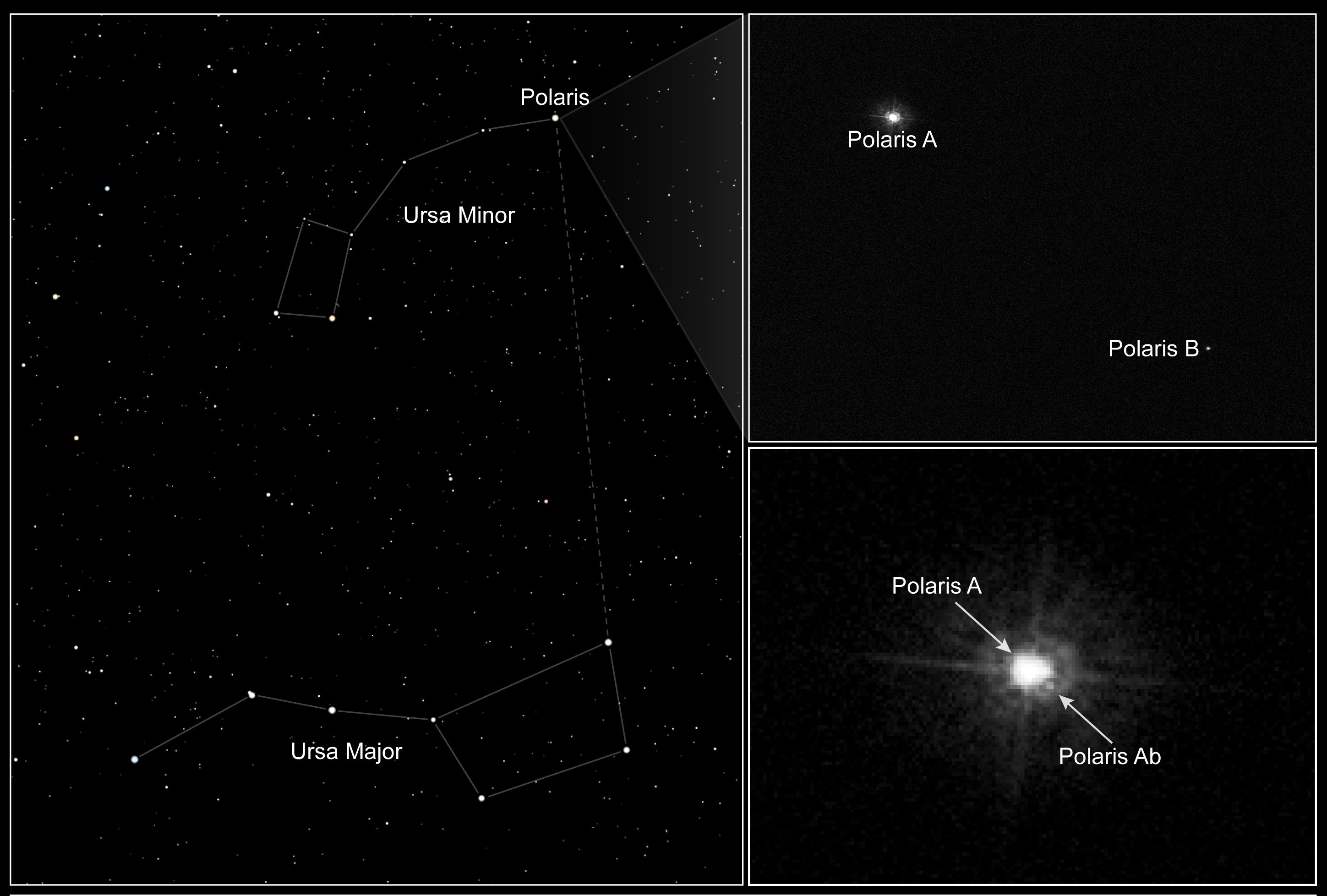
L’étoile polaire (Alpha Ursae Minoris) vue par le télescope spatial Hubble.

Ainsi, aux latitudes tempérées de l'hémisphère nord (environ 45°), au sens strict, seules les constellations de la Grande Ourse, Petite Ourse, Cassiopée, Céphée, du Dragon et de la Girafe sont circumpolaires. 
On aurait pu y rajouter le Cygne, la Lyre et le Petit Renard si leurs étoiles les plus au sud ne dépassaient l'équateur. 
L'utilisation de la Grande Ourse pour repérer l'étoile polaire et donc le pôle nord céleste est ainsi possible à toute époque de l'année pourvu que l'horizon nord de l'observateur soit dégagé.

## Photographie longue pose
Comme la Terre tourne sur elle-même autour d'un axe qui est quasiment dans la direction de l'étoile polaire, il est possible de faire des photographies dites circumpolaires. Ces prises consistent en fait à faire une très longue pose (de nuit) et ainsi observer la lente rotation des étoiles circumpolaires. Pour cela, il faut utiliser un appareil photo de type réflex à objectif grand champ (environ 28 mm), le pointer vers l'étoile polaire et régler la sensibilité au minimum (dépend de l'appareil utilisé). Pour rendre la photographie encore plus belle, il est possible de composer l'image avec un sujet fixe (arbres, monuments…) dans le champ de l'objectif. Ci-dessous, plusieurs photographies avec différents cadrages et temps de pose.
Il existe plusieurs techniques :

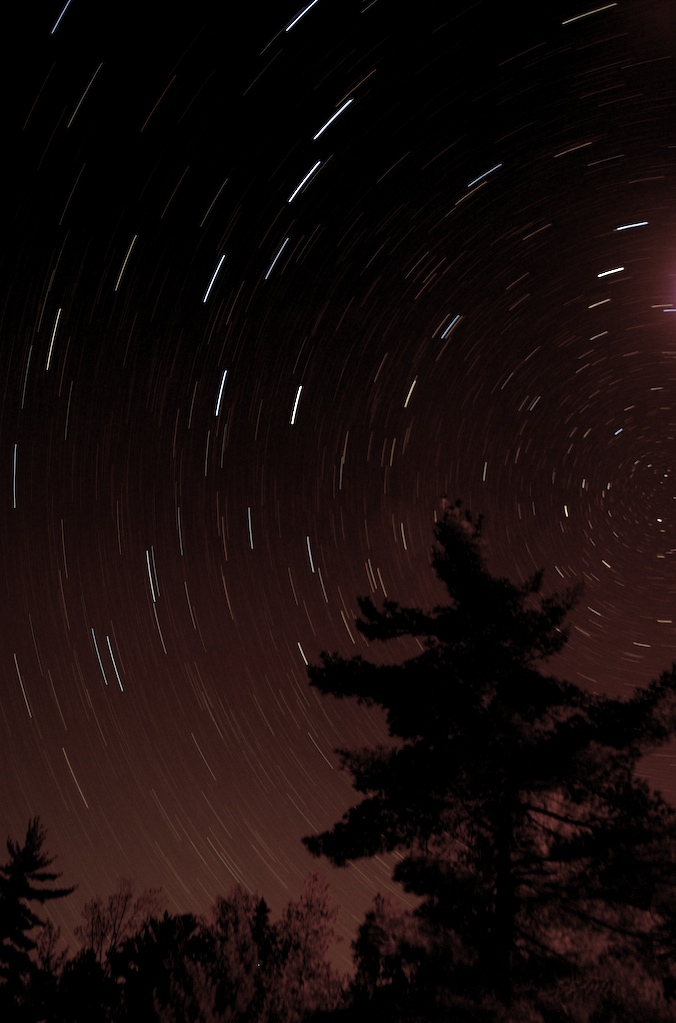
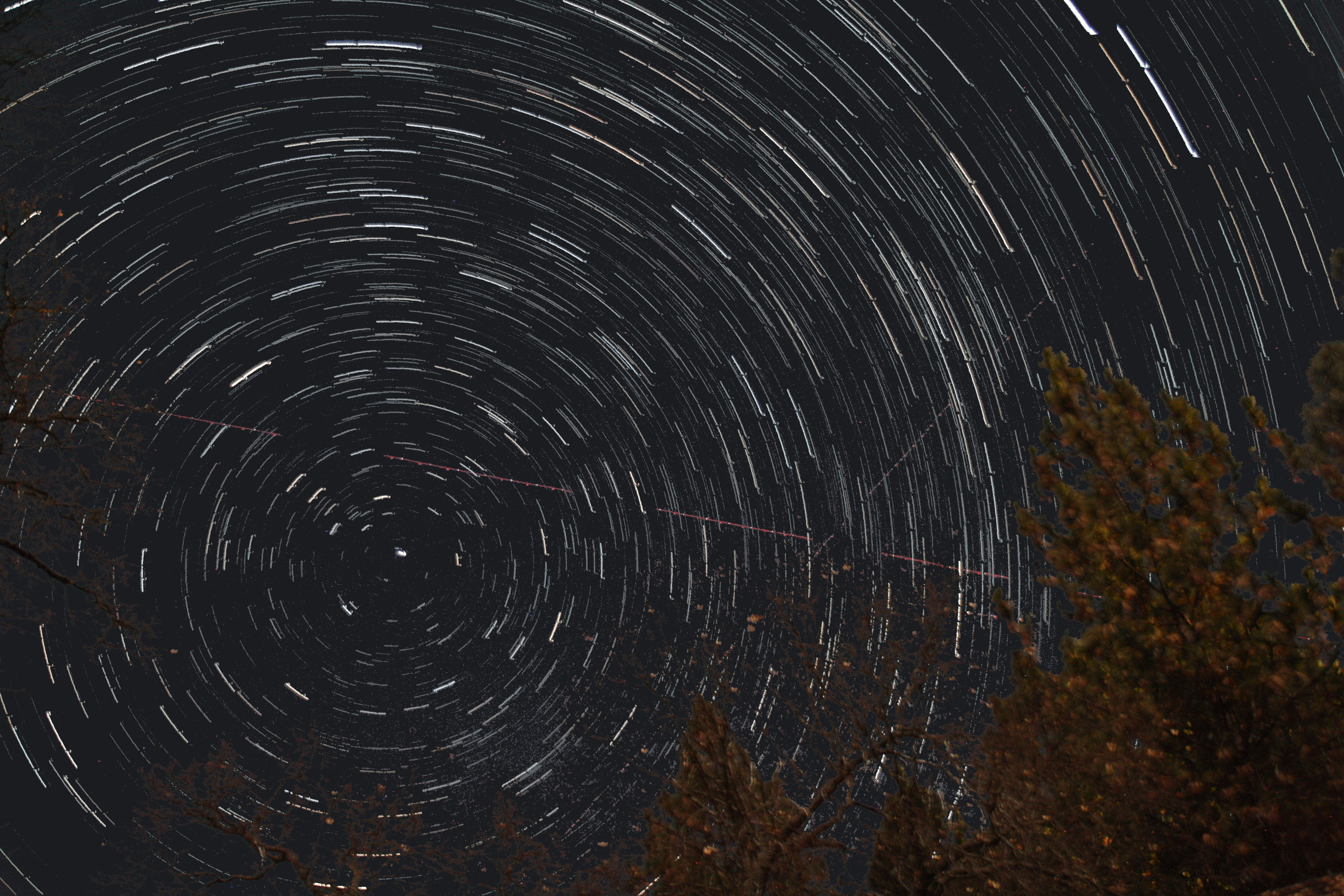
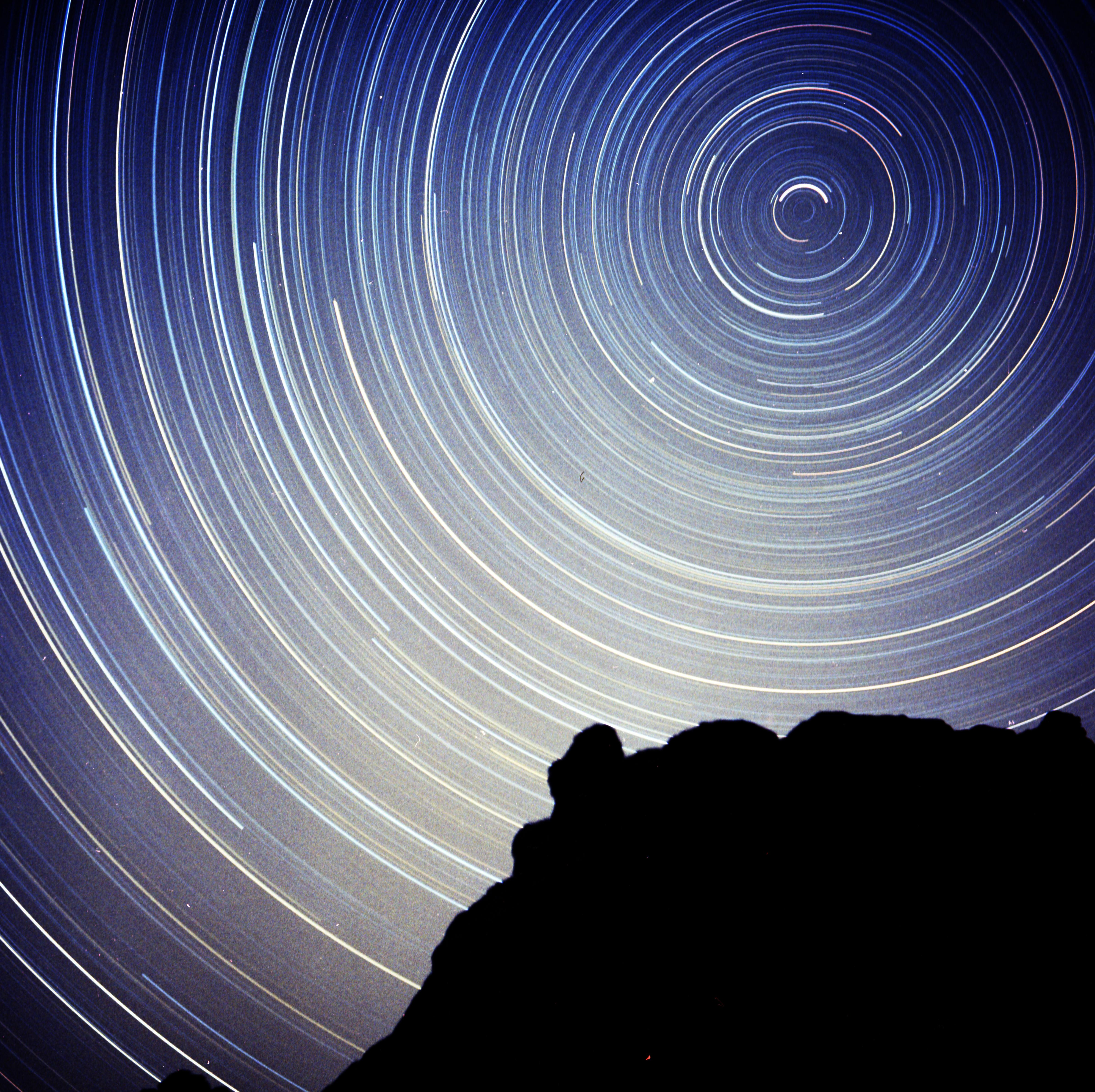
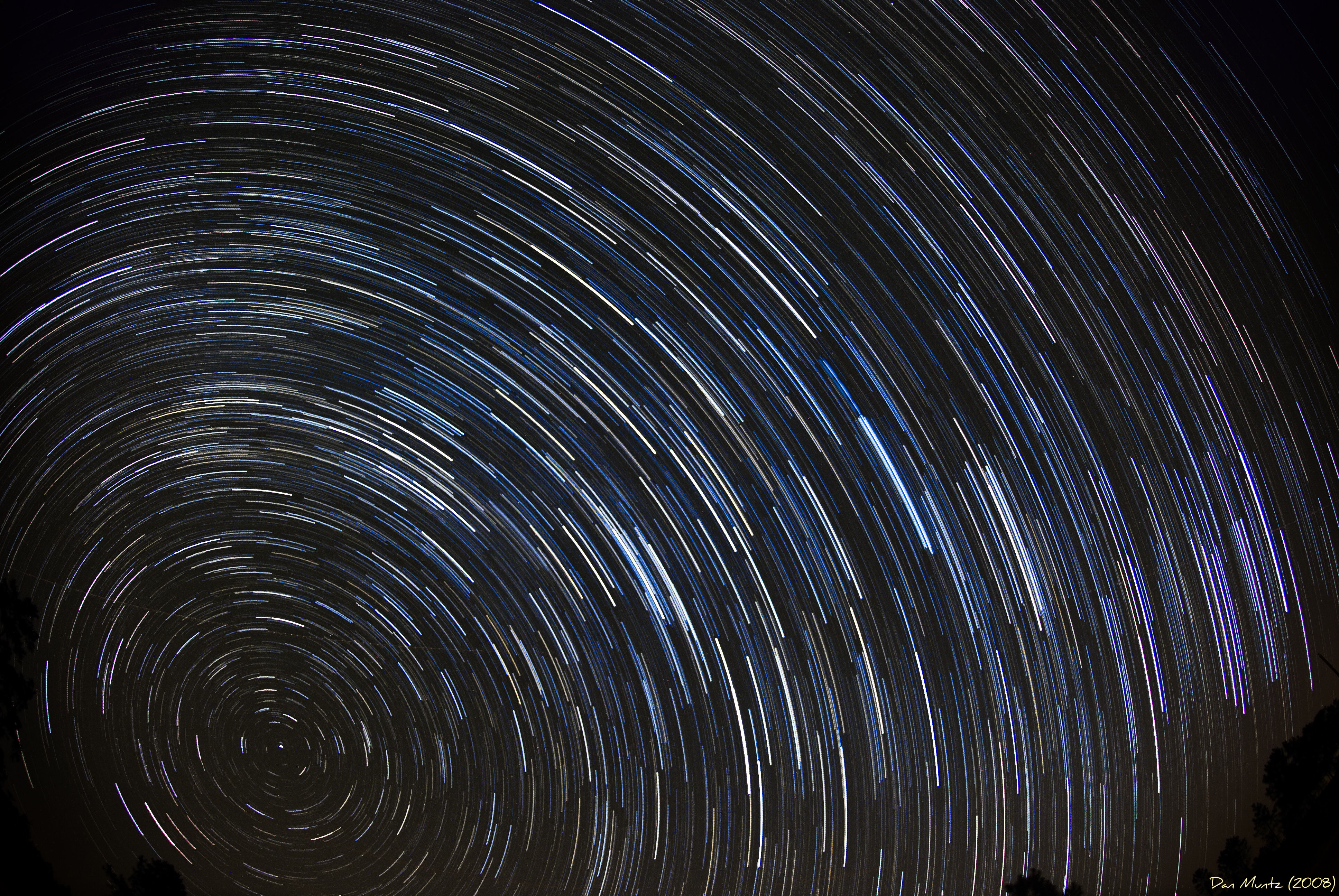
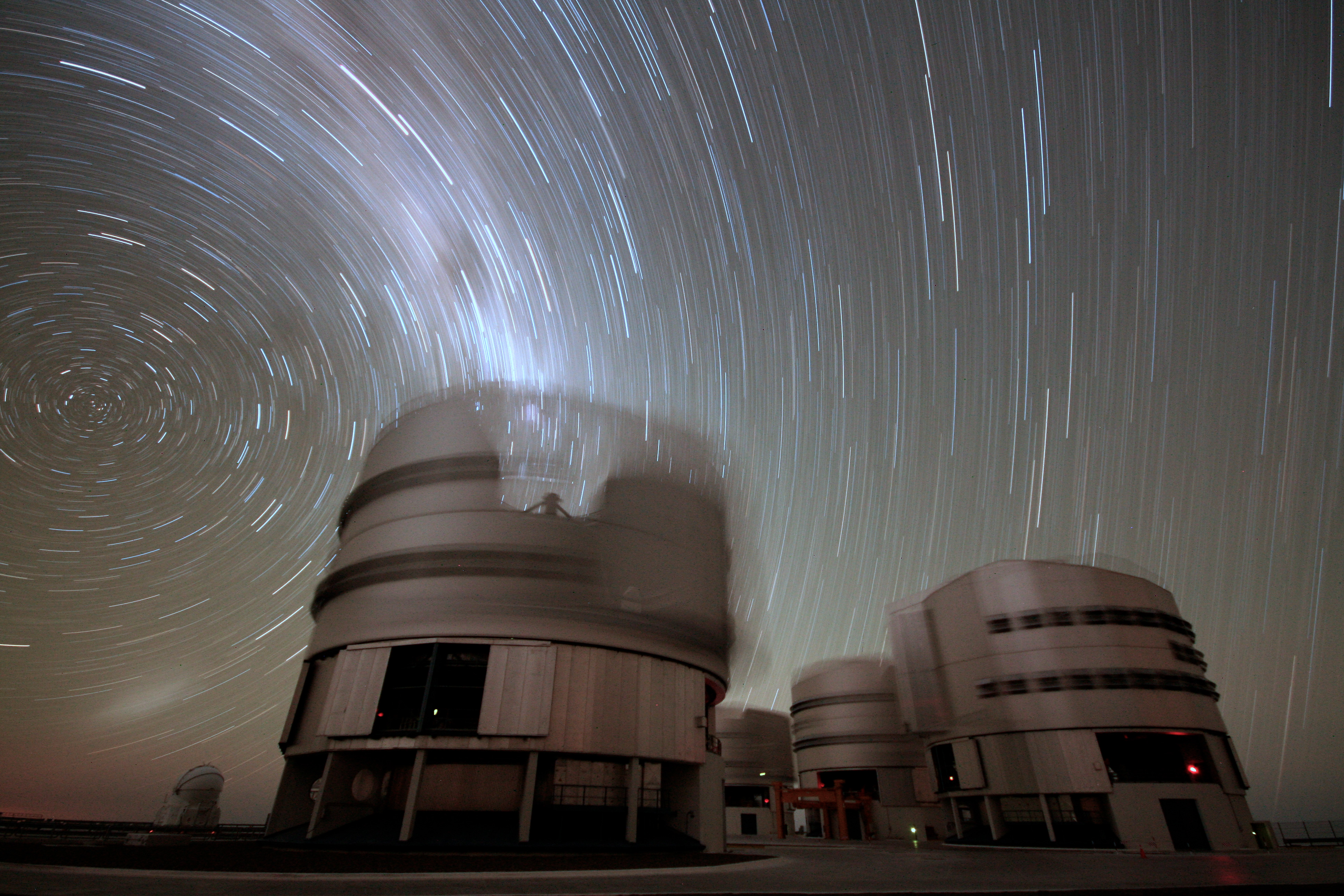
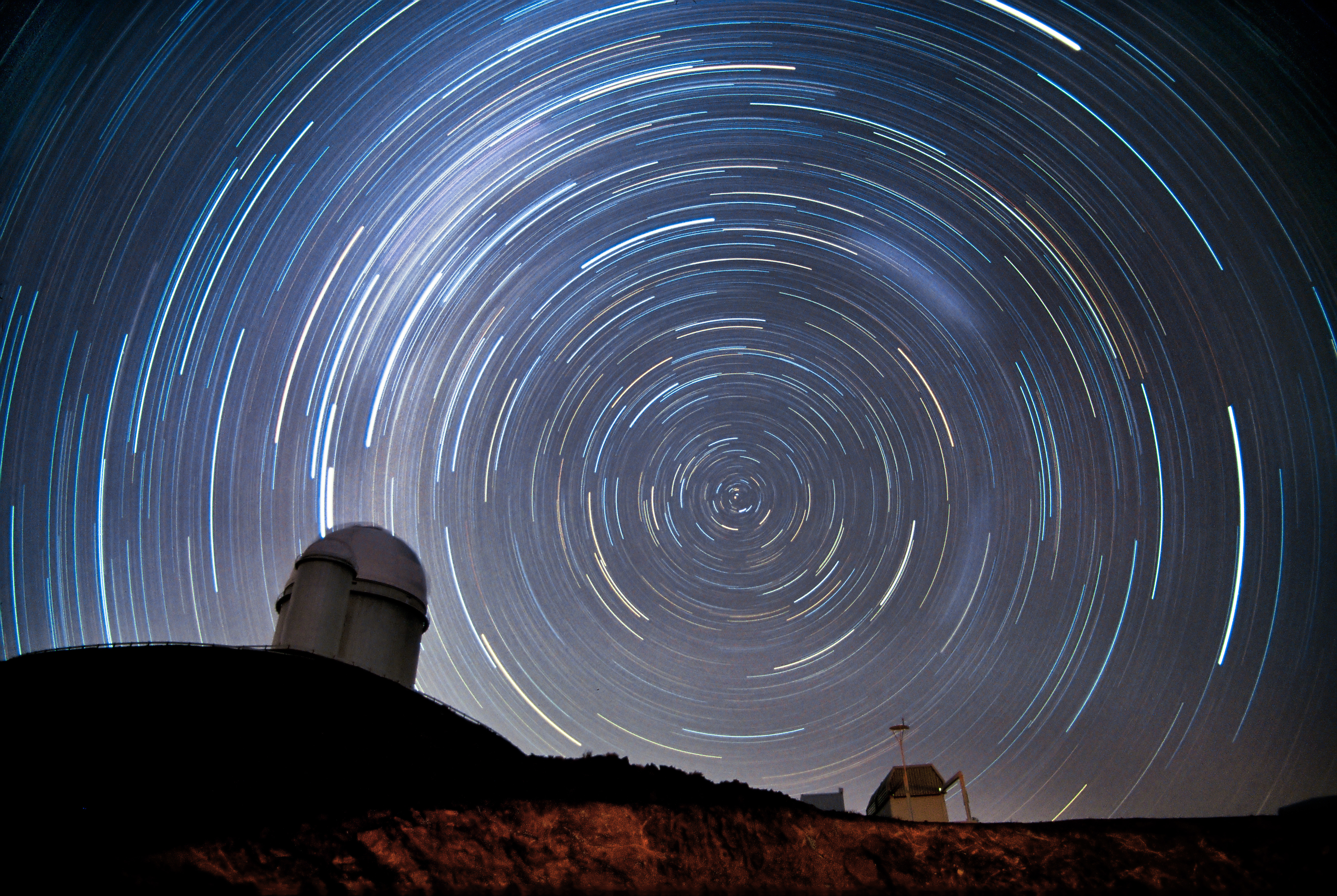
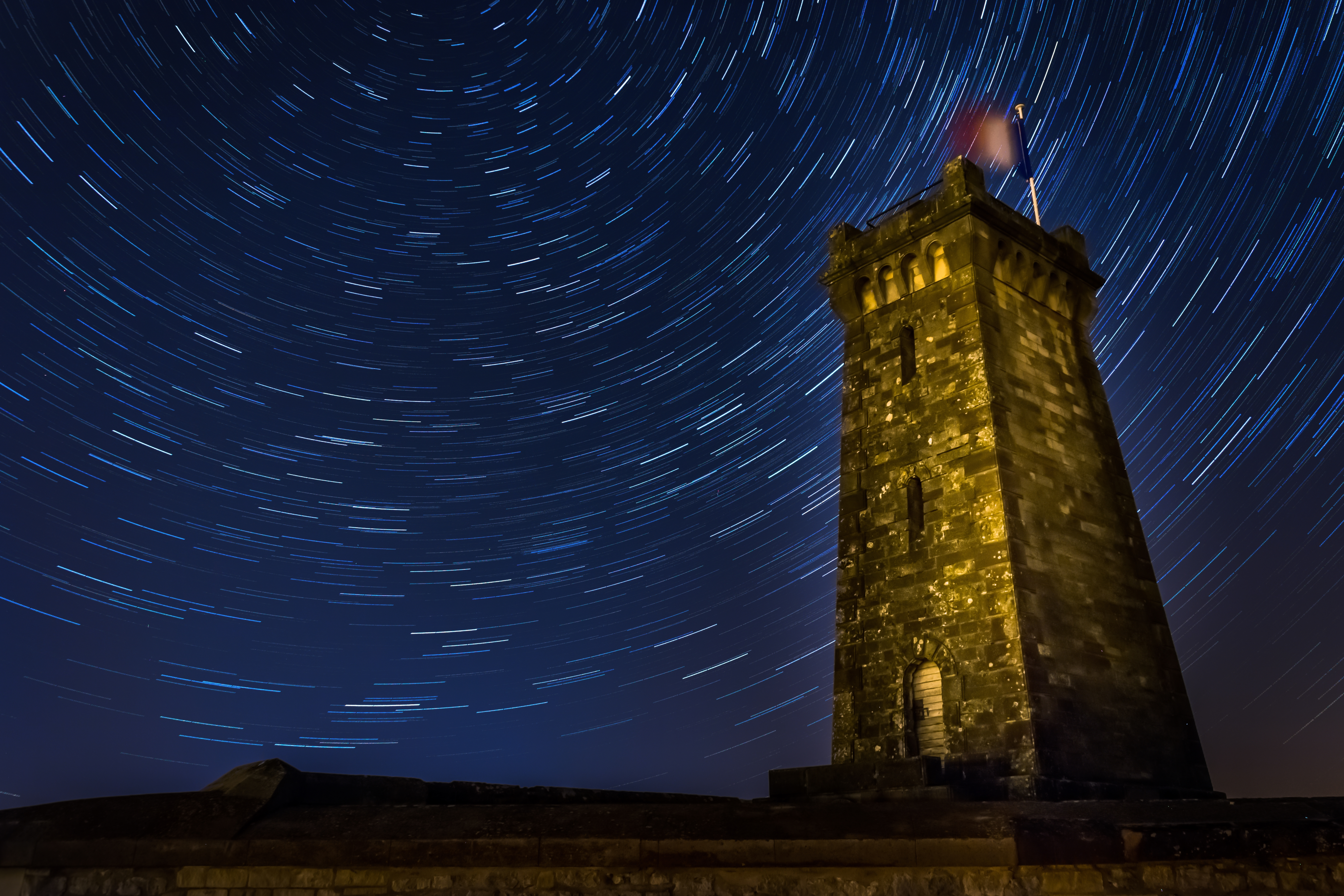
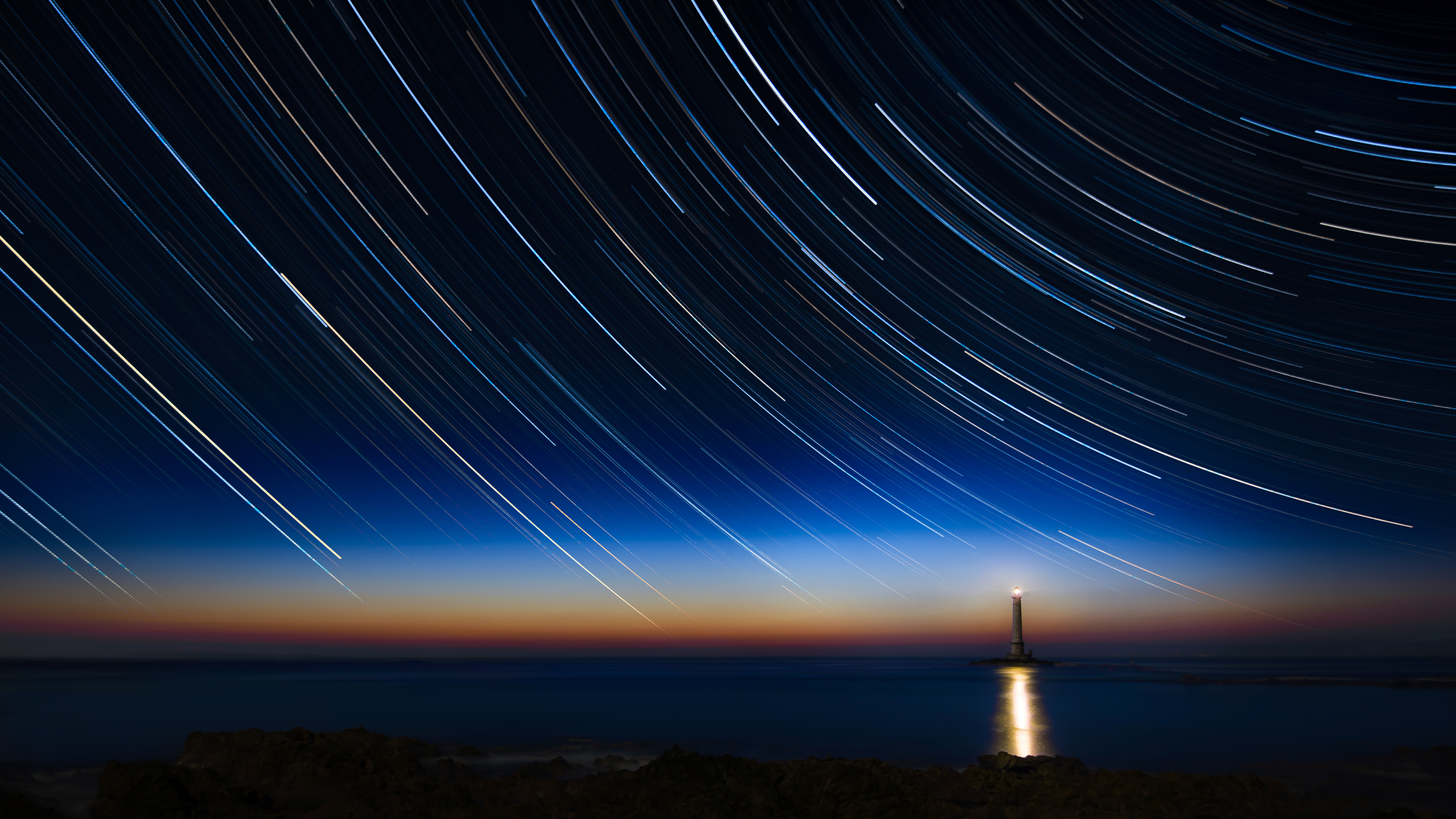

- prendre une seule photo, avec une pose d'une durée de plusieurs dizaines de minutes à plusieurs heures. Plus le temps de pose sera long (maximum 6-7 h), plus les filés d'étoiles seront grands. Avec cette technique, il faut attendre la fin de la prise pour voir le résultat. Mais si le trépied bouge à un moment, toute la photo est ratée ;
- une autre méthode existe et nécessite un temps de post-traitement informatique. À l'aide d'un intervallomètre, l'appareil photo prend en continu (par exemple pendant 1 heure) des photos à long temps d'exposition (par exemple 30 secondes). Les photos prises, souvent plusieurs centaines, sont ensuite fusionnées à l'aide d'un logiciel de traitement d'image afin d'obtenir l'effet « circumpolaire ». Il existe des programmes spécifique comme StarMax et StarStax. Si avec cette technique le trépied bouge ou que quelque chose vient ponctuellement perturber la vue, il suffit de remettre le trépied en place et il est possible d'éliminer la ou les images défectueuses. Il est en outre possible de redéfinir le début et la fin de la séquence, voire de monter toutes les photos prises en une vidéo time-lapse.